# Aigen (Gemeinde Groß Gerungs)
Aigen ist eine Ortschaft und eine Katastralgemeinde der Stadtgemeinde Groß Gerungs im Bezirk Zwettl in Niederösterreich.

## Geografie
Die Ortschaft nordwestlich von Groß Gerungs befindet sich in einer flachen, nach Südosten ausgerichteten Mulde, die von Aigenbach und vom Elexenbach umflossen wird. Zur Katastralgemeinde zählt auch die Zahrlmühle, ein Sägewerk am Elexenbach.

## Geschichte
Im Jahr 1822 wurde der Ort als Dorf mit 14 Häusern genannt, das nach Oberkirchen eingepfarrt war und wohin auch die Kinder eingeschult wurden. Die Herrschaft Weitra besaß die Ortsobrigkeit, übte die Landgerichtsbarkeit aus, besorgte die Konskription und hatte die Grundherrschaft inne. Im Jahr 1938 waren laut Adressbuch von Österreich in Aigen eine Mühlenbauanstalt und eine Peitschenstielerzeugung ansässig.

## Siedlungsentwicklung
Zum Jahreswechsel 1979/1980 befanden sich in der Katastralgemeinde Aigen insgesamt 19 Bauflächen mit 7.897 m² und 4 Gärten auf 337 m², 1989/1990 gab es 19 Bauflächen. 1999/2000 war die Zahl der Bauflächen auf 55 angewachsen und 2009/2010 bestanden 34 Gebäude auf 54 Bauflächen.

## Bodennutzung
Die Katastralgemeinde ist landwirtschaftlich geprägt. 77 Hektar wurden zum Jahreswechsel 1979/1980 landwirtschaftlich genutzt und 42 Hektar waren forstwirtschaftlich geführte Waldflächen. 1999/2000 wurde auf 69 Hektar Landwirtschaft betrieben und 49 Hektar waren als forstwirtschaftlich genutzte Flächen ausgewiesen. Ende 2018 waren 58 Hektar als landwirtschaftliche Flächen genutzt und Forstwirtschaft wurde auf 55 Hektar betrieben. Die durchschnittliche Bodenklimazahl von Aigen beträgt 16,7 (Stand 2010).